# Big Island, Nunavut (Chesterfield Inlet)
Big Island är en ö i Kanada.   Den ligger i territoriet Nunavut, i den östra delen av landet, 2 200 km nordväst om huvudstaden Ottawa. Arean är 44 kvadratkilometer. Den ligger i viken Chesterfield Inlet på västra sidan av Hudson Bay.
Terrängen på Big Island är platt. Öns högsta punkt är 60 meter över havet. Den sträcker sig 7,7 kilometer i nord-sydlig riktning, och 12,4 kilometer i öst-västlig riktning.
Trakten runt Big Island består i huvudsak av gräsmarker. Trakten runt Big Island är nära nog obefolkad, med mindre än två invånare per kvadratkilometer.